# Superligaen 2011-2012
La Superligaen 2011-2012 è stata la 99ª edizione della massima serie del campionato di calcio danese e 22ª come Superligaen, disputata tra il 16 luglio 2008 e il 23 maggio 2009 e conclusa con la vittoria del Nordsjælland, al suo primo titolo.

## Stagione

### Novità
Al termine della stagione 2010-2011, erano retrocesse Randers ed Esbjerg. Al loro posto erano state promosse dalla 1. Division Aarhus e HB Køge.
Il Nordsjælland ha interrotto il ciclo di vittorie del Copenaghen, arrivato secondo a due punti dalla capolista. Essa giocherà quindi i gironi di Champions League, costringendo la seconda in classifica ai preliminari.

### Formula
Le 12 squadre partecipanti si sono sfidate in gironi di andata-ritorno-andata, per un totale di 33 giornate.
La squadra campione di Danimarca e la seconda classificata si sono qualificate rispettivamente per la fase a gironi e per il terzo turno di qualificazione della UEFA Champions League 2012-2013.

Le squadre classificate al terzo e al quarto posto si sono qualificate rispettivamente per i play-off e per il terzo turno di qualificazione della UEFA Europa League 2012-2013.

Le ultime due classificate sono retrocesse direttamente in 1. Division.

## Squadre partecipanti
| Club         | Città          | Stadio                   | Posizione 2010-2011     |
| ------------ | -------------- | ------------------------ | ----------------------- |
| Aalborg      | Aalborg        | Energi Nord Arena        | 10º posto               |
| Aarhus       | Århus          | Atletion                 | 1º posto in 1. Division |
| Brøndby      | Brøndby        | Stadio Brøndby           | 3º posto                |
| Copenaghen   | Copenaghen     | Parken Stadium           | Campione di Danimarca   |
| HB Køge      | Køge           | SEAS-NVE Park            | 2º posto in 1. Division |
| Horsens      | Horsens        | CASA Arena Horsens       | 9º posto                |
| Lyngby       | Kongens Lyngby | Lyngby Stadion           | 8º posto                |
| Midtjylland  | Herning        | MCH Arena                | 4º posto                |
| Nordsjælland | Farum          | Farum Park               | 6º posto                |
| Odense       | Odense         | Stadio Fionia Park       | 2º posto                |
| Silkeborg    | Silkeborg      | Silkeborg Stadion        | 5º posto                |
| SønderjyskE  | Haderslev      | Haderslev Fodboldstadion | 7º posto                |

## Classifica
|                      | Pos. | Squadra      | Pt | G  | V  | N  | P  | GF | GS | DR  |
| -------------------- | ---- | ------------ | -- | -- | -- | -- | -- | -- | -- | --- |
| Danimarca (bandiera) | 1.   | Nordsjælland | 68 | 33 | 21 | 5  | 7  | 49 | 22 | +27 |
|                      | 2.   | Copenaghen   | 66 | 33 | 19 | 9  | 5  | 55 | 26 | +29 |
|                      | 3.   | Midtjylland  | 58 | 33 | 17 | 7  | 9  | 50 | 40 | +10 |
|                      | 4.   | Horsens      | 57 | 33 | 17 | 6  | 10 | 53 | 39 | +14 |
|                      | 5.   | Aarhus       | 48 | 33 | 12 | 12 | 9  | 47 | 40 | +7  |
|                      | 6.   | SønderjyskE  | 44 | 33 | 11 | 11 | 11 | 48 | 51 | -3  |
|                      | 7.   | Aalborg      | 44 | 33 | 12 | 8  | 13 | 42 | 48 | -6  |
|                      | 8.   | Silkeborg    | 43 | 33 | 11 | 10 | 12 | 51 | 47 | +4  |
|                      | 9.   | Brøndby      | 36 | 33 | 9  | 9  | 15 | 35 | 46 | -11 |
|                      | 10.  | Odense       | 34 | 33 | 8  | 10 | 15 | 46 | 50 | -4  |
|                      | 11.  | Lyngby       | 28 | 33 | 8  | 4  | 21 | 32 | 60 | -28 |
|                      | 12.  | HB Køge      | 19 | 33 | 4  | 7  | 22 | 32 | 71 | -39 |

Legenda:

      Campione di Danimarca e ammessa alla UEFA Champions League 2012-2013

      Ammessa alla UEFA Champions League 2012-2013

      Ammesse alla UEFA Europa League 2012-2013

      Retrocessa in 1. Division 2012-2013

## Risultati
|              | Aal     | Aar     | Brø     | Cop     | HBK     | Hor     | Lyn     | Mid     | Nor     | Ode     | Sil     | Søn     |
| ------------ | ------- | ------- | ------- | ------- | ------- | ------- | ------- | ------- | ------- | ------- | ------- | ------- |
| Aalborg      | ––––    | 2-1 0-2 | 1-0     | 1-1     | 1-0     | 2-0     | 1-2 1-0 | 1-0 1-2 | 1-2 0-2 | 2-1     | 3-1     | 1-2     |
| Aarhus       | 1-1     | ––––    | 0-0 5-1 | 0-0     | 2-0     | 1-3     | 2-1     | 4-2 0-2 | 1-0 1-1 | 2-2 0-0 | 0-2     | 1-3     |
| Brøndby      | 2-2 1-1 | 0-0     | ––––    | 1-2 2-1 | 5-0 1-1 | 1-4 0-1 | 1-0 2-1 | 0-2     | 0-1     | 1-0     | 3-2     | 2-2 1-0 |
| Copenaghen   | 2-0 3-0 | 1-1 0-0 | 3-1     | ––––    | 2-1     | 2-1     | 3-0     | 2-0 0-0 | 2-0 1-3 | 2-2 1-1 | 2-1     | 2-0     |
| HB Køge      | 1-4 1-1 | 0-2     | 1-1     | 2-4 0-5 | ––––    | 2-1     | 1-4     | 2-3 1-1 | 0-2     | 1-1     | 3-0 1-3 | 1-3     |
| Horsens      | 3-3 1-0 | 0-3 3-1 | 2-0     | 0-1 2-0 | 3-0 2-1 | ––––    | 0-0     | 2-1     | 0-2     | 4-3 0-1 | 1-1     | 5-0     |
| Lyngby       | 3-2     | 1-1     | 1-0     | 0-1 1-3 | 3-1 2-2 | 1-1 1-2 | ––––    | 1-2     | 0-2     | 1-0     | 0-2 2-3 | 0-1 0-4 |
| Midtjylland  | 1-3     | 0-2     | 2-1 1-0 | 1-0     | 2-1     | 1-0 4-1 | 2-1 1-2 | ––––    | 2-1 1-1 | 2-0     | 1-2 2-2 | 2-0 1-1 |
| Nordsjælland | 1-0     | 5-3     | 2-0 1-2 | 1-0     | 2-0     | 1-1 3-0 | 4-0 0-1 | 0-0     | ––––    | 0-0     | 2-1     | 1-0 2-0 |
| Odense       | 1-2     | 1-2     | 2-1     | 0-0 1-3 | 2-1 2-4 | 0-1     | 3-1 4-0 | 1-4 2-3 | 2-0 0-1 | ––––    | 2-2     | 2-4 1-1 |
| Silkeborg    | 1-1 4-2 | 1-1 2-1 | 0-1 2-1 | 0-0     | 0-1     | 1-1 0-1 | 3-0     | 4-1     | 1-2     | 1-3 1-1 | ––––    | 1-1     |
| SønderjyskE  | 0-0 5-0 | 3-1 1-1 | 3-3     | 0-2 2-2 | 0-0 2-1 | 1-3 1-4 | 3-1     | 1-1     | 1-0     | 0-4     | 2-4     | ––––    |

## Classifica marcatori
| Gol |  |  | Giocatore        | Squadra     |
| --- |  |  | ---------------- | ----------- |
| 18  |  |  | Dame N'Doye      | Copenaghen  |
| 14  |  |  | Nicklas Helenius | Aalborg     |
| 13  |  |  | César Santin     | Copenaghen  |
| 11  |  |  | Gilberto Macena  | Horsens     |
| 10  |  |  | Christian Holst  | Silkeborg   |
| 10  |  |  | Simon Makienok   | Brøndby     |
| 9   |  |  | Quincy Antipas   | SønderjyskE |
| 9   |  |  | Emil Larsen      | Lyngby      |
| 9   |  |  | Marvin Pourié    | Silkeborg   |

## Verdetti
- Campione di Danimarca:  Nordsjælland
- In UEFA Champions League 2012-2013:  Nordsjælland (alla fase a gironi),  Copenaghen (al terzo turno di qualificazione)
- In UEFA Europa League 2012-2013:  Midtjylland (al turno di play-off),  Horsens (al terzo turno di qualificazione),  Aarhus (al secondo turno di qualificazione)
- Retrocesse in 1. Division:  Lyngby,  HB Køge